# 限制與檢測宣告

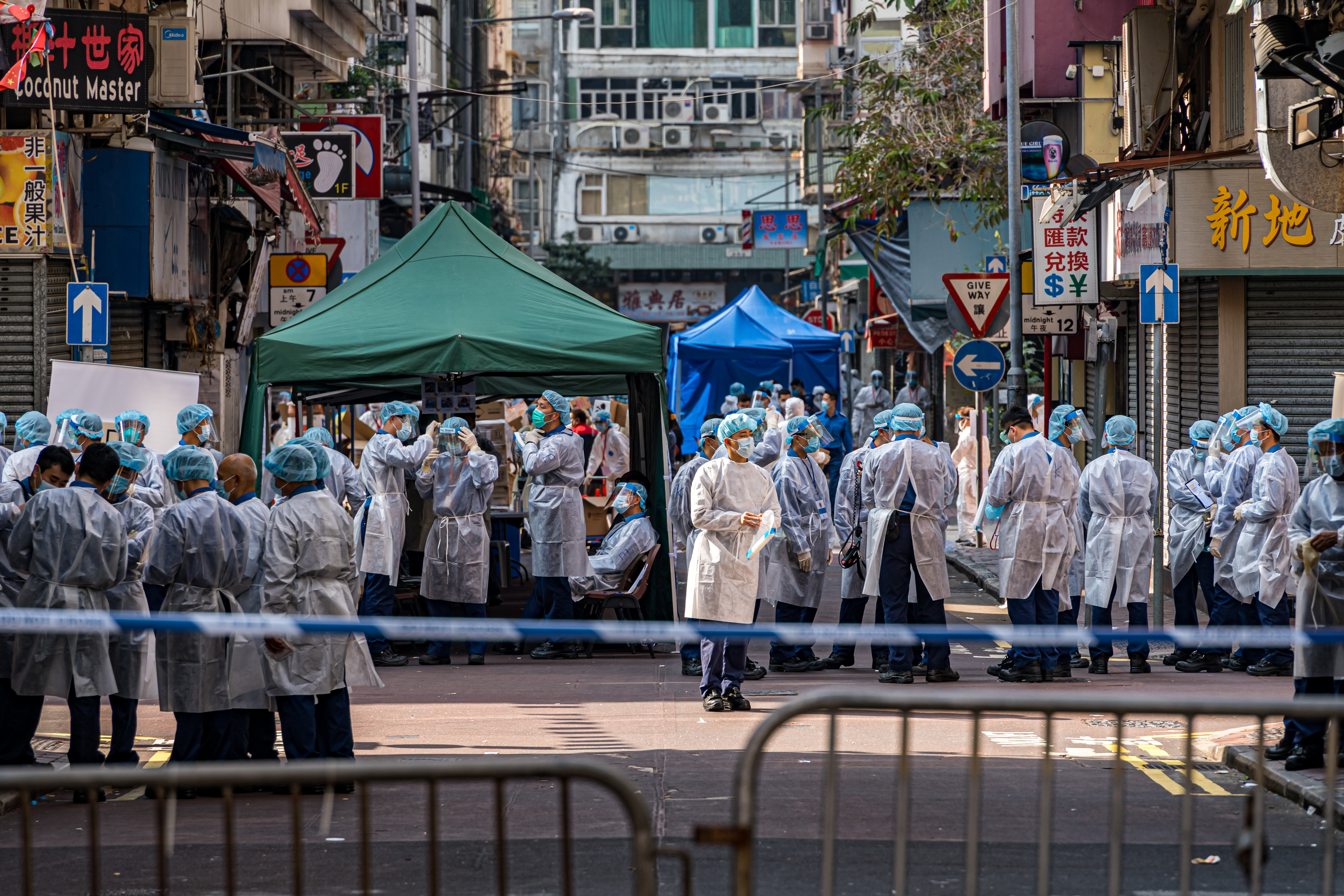
2021年1月23日的油麻地及官涌圍封行動

2021年1月28日在北角東發大廈圍封行動，警員跑入錦屏街，衝向街尾

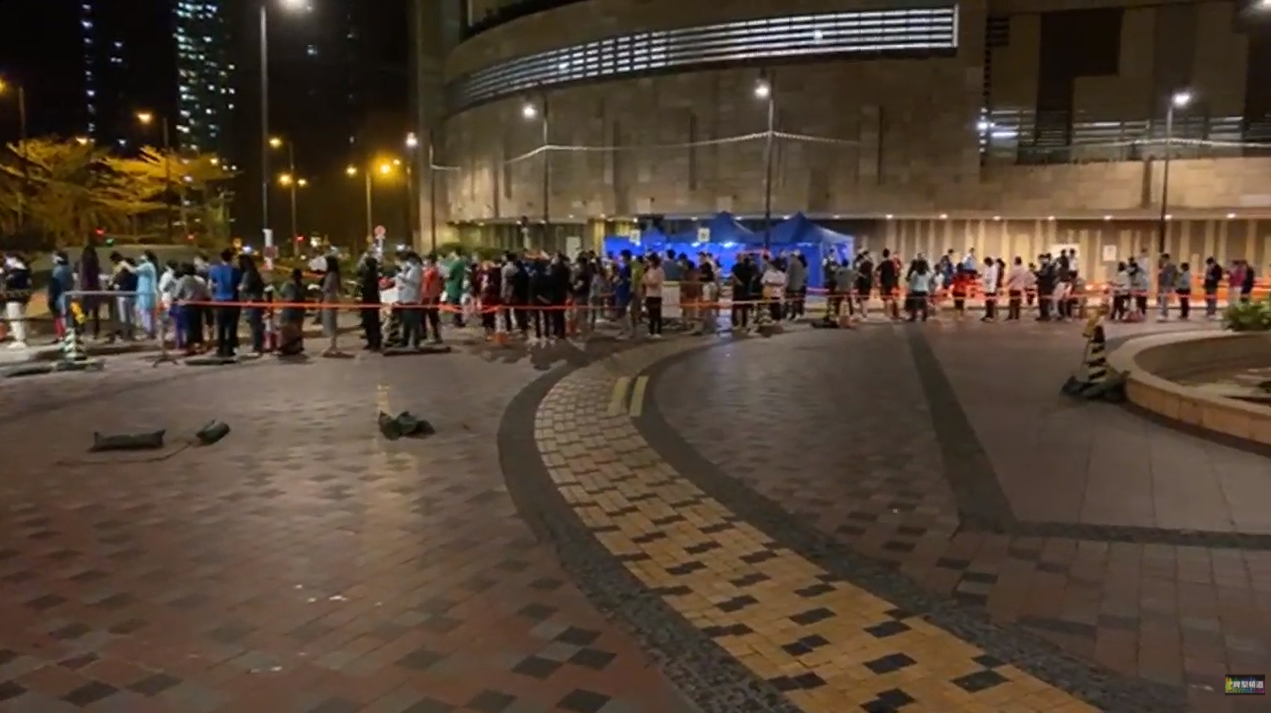
2021年3月19日，大批領凱第9座居民排隊等候檢測

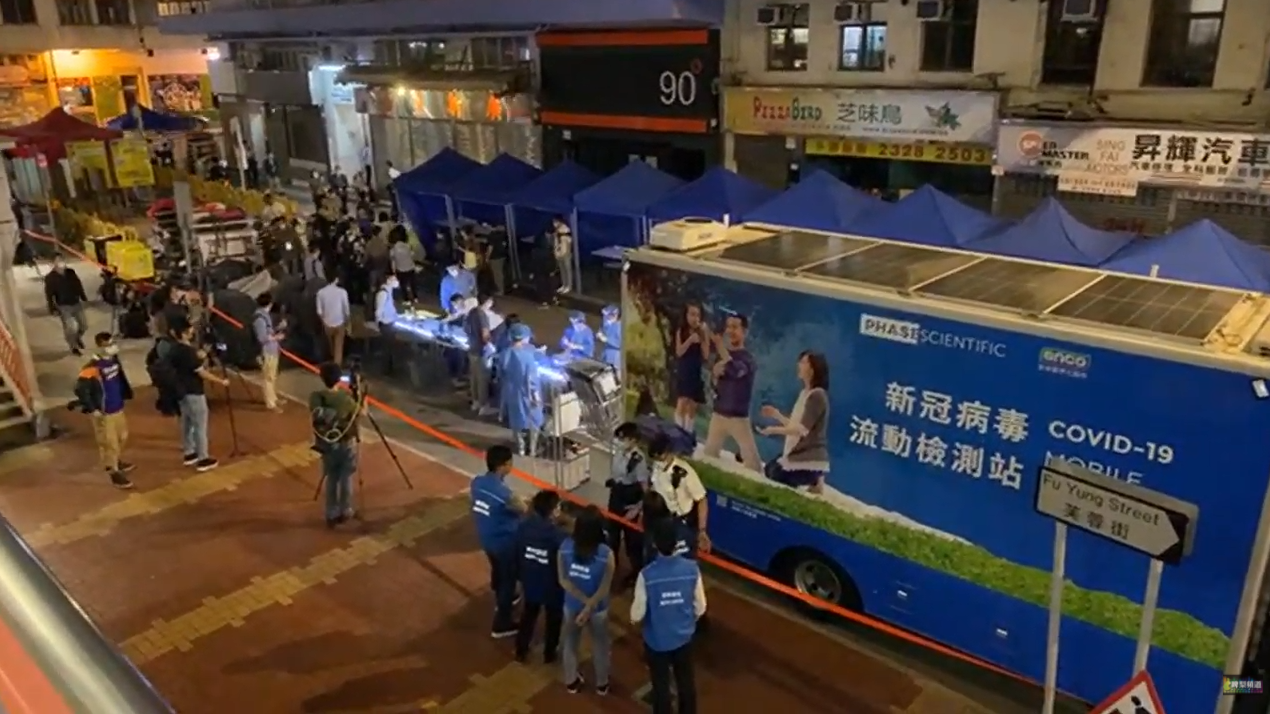
2021年4月19日，芙蓉大廈設為「受限區域」，沙咀道及享和街之間的一段芙蓉街設立臨時採樣站

限制與檢測宣告（英語：Restriction-testing Declaration），俗稱圍封強檢、受限區域、突襲式封區、封區、RTD，為在2019冠狀病毒病香港疫情中，香港政府通常在黃昏時段突然圍封民居並強制檢測的政策，宣告由食物及衛生局發出。
香港政府曾表示行動有效。民政事務局局長徐英偉在2021年2月表示，封區後的確診數字從高峰期大幅下降約60%，強調封區能「最快最短暫地斬斷傳播鏈」。相反，亦有居民和商戶認為封區行動對市民造成不便。政府在2022年9月中最後一次發出限制與檢測宣告。

## 概要
自從2020年，政府曾多次運用《預防及控制疾病（對若干人士強制檢測）規例》發出「強制檢測公告」，要求指明人士按照公告，在限期內完成2019冠狀病毒病檢測。然而，相關人士在獲得檢測結果前仍可自由外出。政府在2020年12月修例，允許食物及衞生局局長發出「限制與檢測宣告」，禁止身於某處所的任何人士離開該處所，直至所有人的檢測結果被確定方可離開。
政府在2021年1月23日首次發出限制與檢測宣告，在周末圍封油麻地「疫區」兩日，居民須待全區完成新型冠狀病毒檢測方可離開處所。其後政府到1月26日起再次「突襲式」封區，更表明會多區進行有關的行動。截至2021年3月19日，政府封區36次，合共約34000人進行檢測，但只成功找出22人確診，陽性比率為0.06%。封區行動以來有234人未有按規定接受強制檢測而發出強檢令或罰款5000元。食物及衞生局局長陳肇始指，除非疫情惡化，希望由2月10日起至年假完結都無需再封區。其後亦因應健身中心Ursus Fitness群組疫情爆發而多次圍封中西區的處所。
由2021年4月開始，一旦於社區發現變種病毒株個案時，就立即發出限制與檢測宣告予相關大廈，並以「先檢測後檢疫」，檢測後便隨即發出檢疫令，將該大廈所有樓層的單位沒有病徵的住戶送往檢疫中心；惟有關安排引起市民不滿，更有居民發起聯署不滿政府強制檢疫安排，認為在家居檢疫已達到同樣效果，隨後政府在5月7日宣佈修訂措施，因大廈有變種病毒株個案而正接受強制檢疫人士會安排再次檢測，如檢測結果呈陰性便可獲安排離開檢疫中心，但需在相關確診病人離開大廈的19天內在多個指定日子進行強制檢測，同時表示一旦於社區發現變種病毒株個案時，仍立即發出限制與檢測宣告予相關大廈，但會考慮其大廈環境和行動結果，如該大廈於行動中找出多於一宗個案，或者大廈環境惡劣（例如劏房），才會向該幢大廈所有居民發出檢疫令，強制檢疫21天。倘若行動中無發現確診個案，相關大廈居民仍需在相關確診病人離開大廈的19天內在多個指定日子進行強制檢測。
現時於以下情況下會有機會立即發出限制與檢測宣告予相關大廈：
- 社區發現變種病毒株個案
- 香港接獲外國通報非本地確診個案並涉及變種病毒株
- 輸入個案涉及變種病毒株，並於21日內曾居住相關大廈

過往在社區發現變種病毒株個案時，必定會立即發出限制與檢測宣告予相關大廈，惟第五波疫情開始後，有關大廈數目增加，因此部分大廈或不會被發出限制與檢測宣告，惟仍要強制檢測。
另外，由於檢疫中心單位數目有限，如該大廈於行動中（或之後）找出多於一宗個案，會視乎情況（如出現垂直傳播）才會向該幢大廈部分居民發出檢疫令，強制檢疫14天。如行動中（或之後）找出多宗個案，涉及的居民數目眾多，加上大廈結構沒有問題，會視乎情況發出連續多日限制與檢測宣告予相關大廈，居民要每天檢測及期間禁止外出。
由2022年3月12日起，受限區域人士若三個月內曾經檢測呈陽性結果（而衞生署亦有紀錄），則無需於強制檢測行動中接受檢測。
隨著香港政府放寬防疫政策，醫務衞生局於2022年9月宣布將逐步減少圍封強檢的次數，多名政府專家顧問亦建議全面取消措施。政府於2022年9月13日發出最後一次限制與檢測宣告。

## 評論

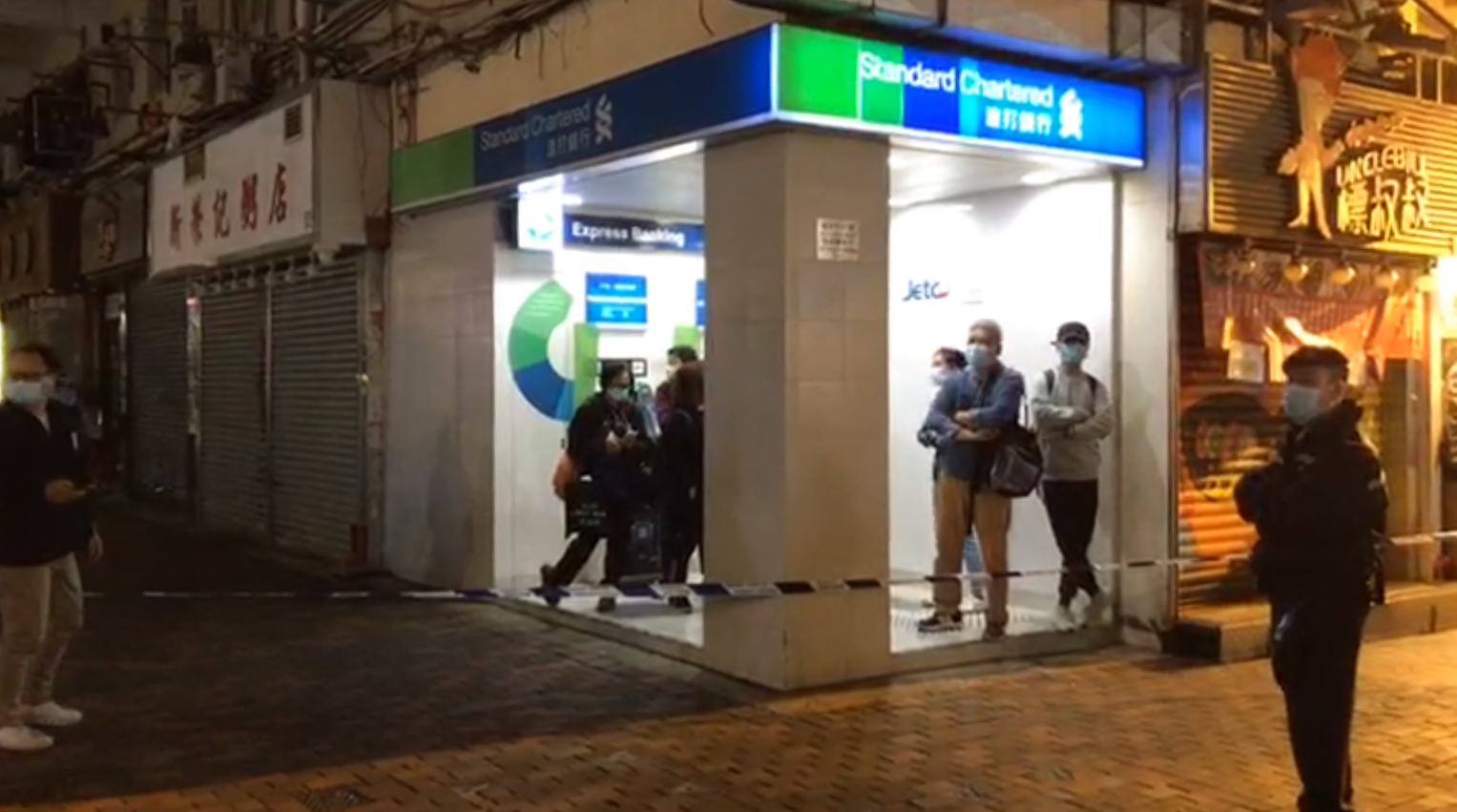
2021年2月8日晚上8時30分，大批警員在深水埗桂林街追跑，進行圍封行動，數名市民在渣打銀行櫃員機內提款被封鎖線包圍，未能及時離開

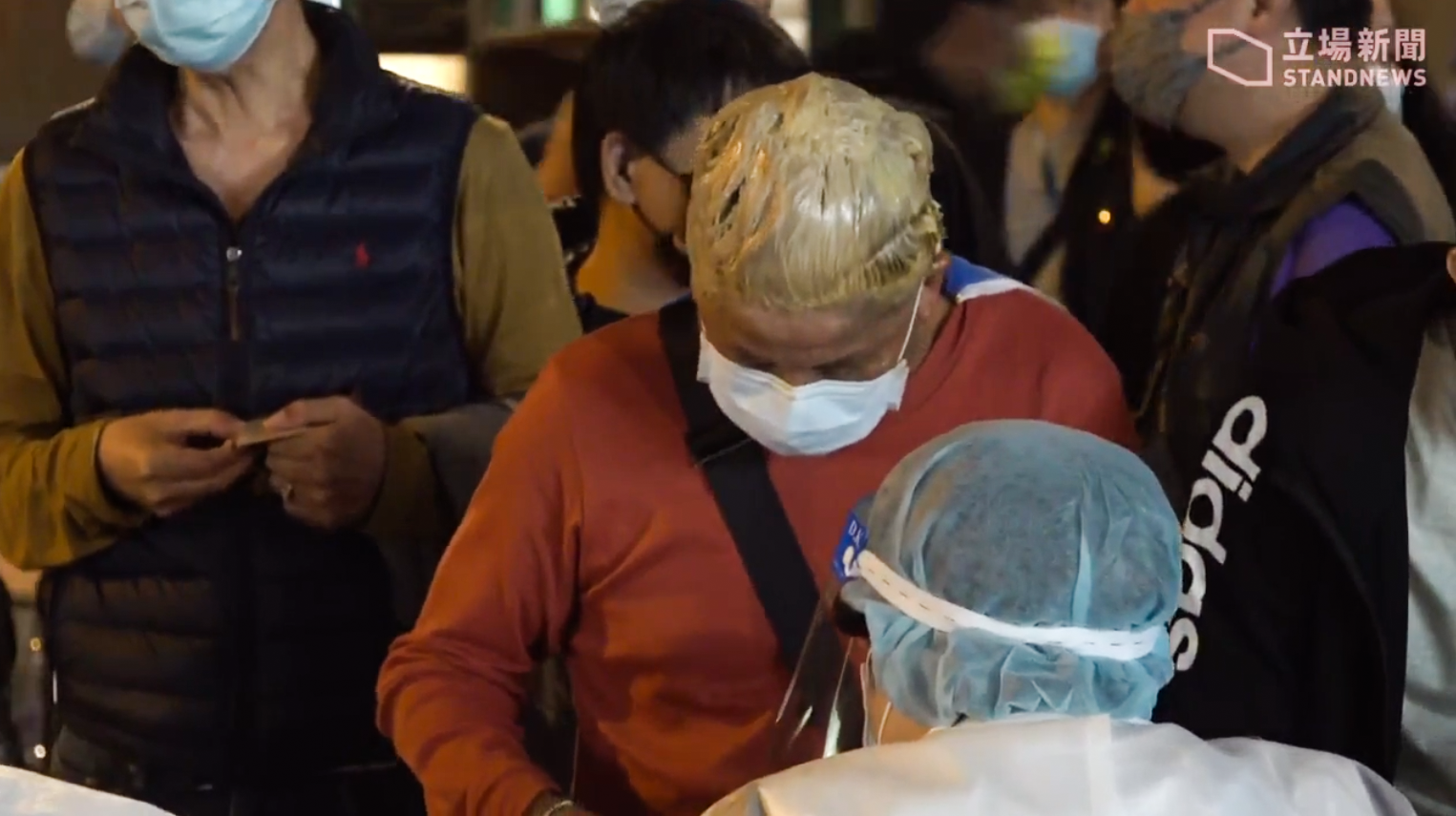
在2021年2月2日深水埗基隆街、南昌街、大南街以及北河街共17幢大廈的圍封行動，有染髮的顧客遇正圍封行動，未有洗頭便狼狽離開

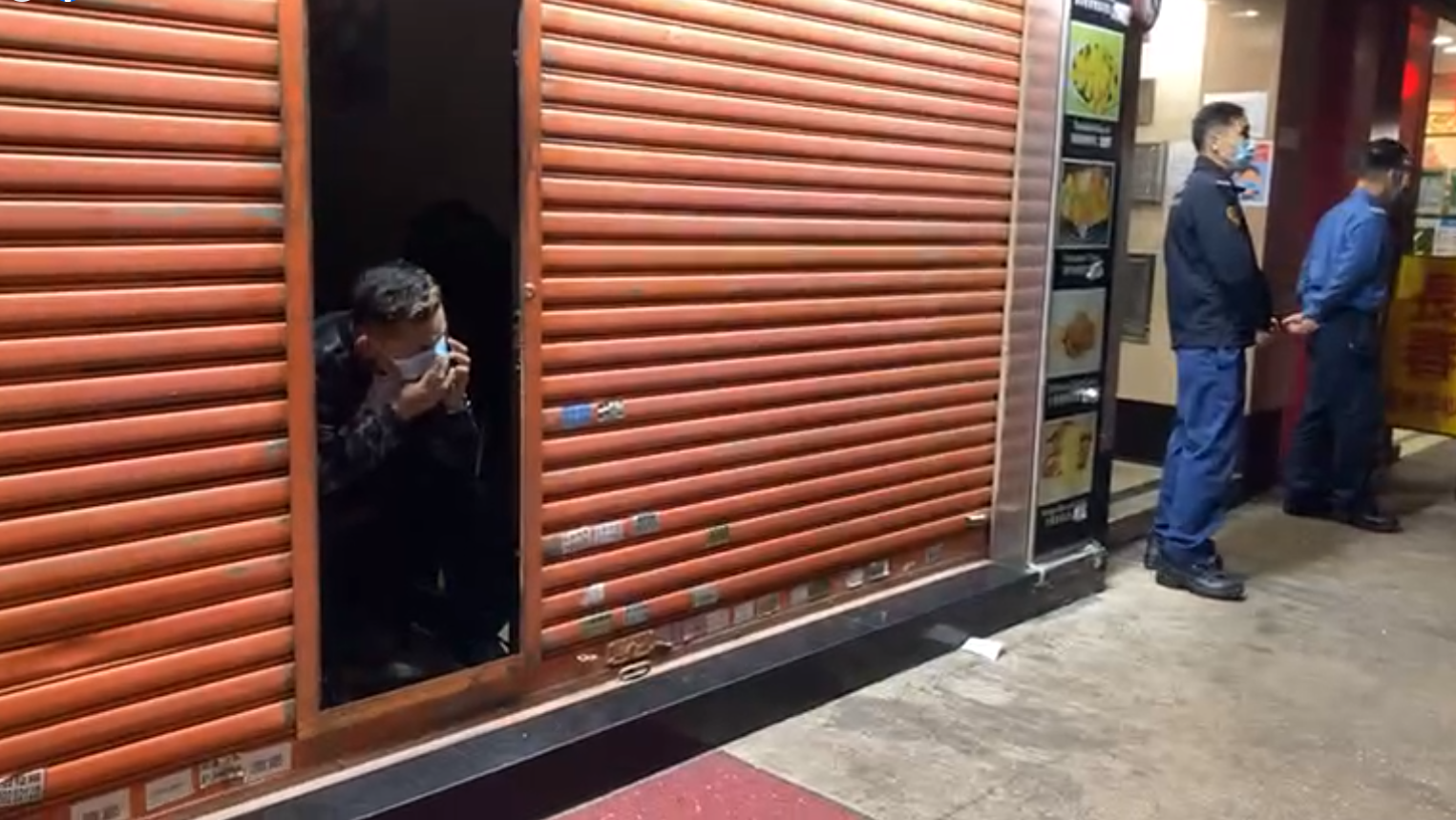
2月4日油麻地、旺角強制檢測，有餐廳員工剛放工後無法及早離開，只能無奈濟留

### 支持
- 中國工程院院士、國家呼吸系統疾病臨床醫學研究中心主任鍾南山在一次線上研討會上表示，支持香港政府實行封區強制檢測措施，有效令确诊個案数字回落至單位數[12]。

### 批評
- 有在九龍經營生意的小商戶市民反對政府長期晚上7時左右至翌早封區檢測，猶如間接宵禁，影響他們做生意。[13]
- 有分別住新界天水圍天恒邨及馬鞍山恒安邨基層市民說封邨「阻住揾食」和怒罵「林鄭食屎啦」。[14]
- 突襲封鎖行動令大多受訪居民不知所措，接受傳媒更顯份外緊張無助。2021年2月9日近9時，民建聯主席李慧琼連同其成員乘坐大巴到場視察，並可在封鎖區周圍自由走動時。有記者上前追訪遭到拒絕，警員更驅趕記者，不准記者停留。九龍城區議員李軒朗表示自己在場嗌咪提醒居民也被警員趕走，直言「可能有某啲議員有特權」。到晚上10時半，現場開始下雨，加上大風低溫，市民要在冷雨夜下排隊等候檢測。[15]

- 在2021年2月3日美華樓的圍封行動中，大廈外有大批警員嚴密部署，當樓上有單位傳出「林鄭，我X你老母」時，在場警員立即抬頭尋找聲音的來源。而居民需排隊大約半小時才能進入籃球場內進行檢測，有住客分別表示在昨日已經花了1小時排隊接受強制檢測，但今日又要再突襲封區，感到愕然，批評突襲封區極度擾民。[16]當區區議員謝妙儀認為政府「勞民傷財」，不知道要做幾多次。多名政府人員先後到場視察，包括警務處副處長蕭澤頤，警務處助理處長(行動)陳俊燊和入境處處長區嘉宏連同警務處東區副指揮官邱倩雯。[17]在封鎖期間，有自稱「居住小西灣」的男子除口罩吸煙而被市民投訴，警員到場後，更辱罵現場的記者為「垃圾記者」，並表示「影住我，我擺明唔戴口罩」衝向記者。不過警員只登記他的身份證明文件及警告後便離去。[18]同日在屯門豐景園亦有圍封行動，居民在晚上9時許陸續落樓到鄰近的友愛體育館接受檢測。有在機場工作居民批評行動猶如「大龍鳳」，自己亦買了兩個飯盒和向公司取無薪假。[19]當區區議員林明恩指原本在友愛邨愛暉樓視察檢測，到在晚上7時才收到會圍封豐景園1座，質疑該大廈在1月31日只有1宗確診個案，不知為何要封閉，反而有源頭不明個案的友愛邨愛暉樓未有納入封區，認為政府只想藉此取得市民DNA。[20]
- 在2021年2月5日晚上10時，一名男子到馬鞍山恆安邨恆江樓外的檢測站時突然情緒激動，與在場警員爭論，其間一度大喊「我有自由！」，之後企圖衝出封鎖線，被警員制服及帶回帳篷內。到晚上10時53分，一名揹背包的女居民與與警員爭執，隨後打算穿過花叢離開，最後被警員制服在石壆旁。涉事事主一度大叫︰「唔使搵食呀！」（不用工作賺錢啊？）。其後海關關長鄧以海到場慰問在場的海關職員，又向眾人表示「辛苦了」並舉起「讚」的手勢，逗留至凌晨12時才離去。[21]

- 網媒「和你報」在2021年2月6日於香港黃金海岸拍攝到一輛白色小巴駛經一眾傳媒時，一名男士向窗外高舉中指，形容「猶如敵視全港市民。」[22]

- 2021年2月7日在鰂魚涌惠利大廈的圍封行動，當局同時圍封編號HF89行人天橋、鰂魚涌街休憩處、柏架山道食水抽水站及鰂魚涌市政大廈（地下至二樓除外）。由於檢測站設置在距離屋苑550米遠的鰂魚涌市政大廈，因此大批受影響人士需要從英皇道天橋排隊到對面的市政大樓，等候乘搭電梯到7樓進行檢測，當中不少是長者，他們認為政府的安排耗時亦不方便。[23]政府表示在早上約7時半完成鰂魚涌惠利大廈強制檢測行動，約860名居民接受檢測，有人被送上救護車。不過到早上9時，該處仍未解封而引起居民不滿，有居民表示送女兒回校考試被拒絕，也有住戶表示遲到2小時上班。而商戶指事件影響店舖生意。[24]

- 油尖旺區議會的民主派區議員林健文、余德寶、李傲然、朱江瑋及蕭德健到場了解後，到晚上9時會見傳媒。他們指政府當局未能解釋為何多次選擇油尖旺，特別是油麻地在10天內已經兩次封鎖同一大廈，令居民感到人心惶惶。批評當局根本沒能力「清零」，亦不會各公眾交代封鎖準則。[25]

- 有住在其他地區的市民，正在受限區域的自動櫃員機取錢、洗剪頭髮或購物，也要被困在相關區域半小時，有些顧客更要在洗頭床睡覺。[26]指政府每晚突然封區、行為十分擾民。認為與其花耗大量人力物力封區，倒不如將資源直接用作支援市民。[27]

- 在2021年2月9日深水埗圍封行動，下午5時左右，附近多間商戶收到封區消息，準備收舖落閘，亦有商舖稱未有收到消息繼續營業。至晚上7時，該處5間食肆中，其中三間已提早拉閘。有粥店職員表示如突然收舖要將大量剩餘食物「倒晒」，表示損失十分慘重。[28]

- 有受葵涌邨封區影響居民，疑因被禁足數天而遭解僱，最後要向勞工處求助，以追回相關薪津費用[29]。事後，工聯會議員鄧家彪批評政府僅呼籲僱主「體諒」上述居民的做法逃避責任[30]。

## 外部連結
- 2019冠状病毒病专题网站 - 對若干人士強制檢測 - 限制與檢測宣告 （页面存档备份，存于） - 香港特别行政区政府
- 新型冠狀病毒感染本地情況互動地圖（页面存档备份，存于） - 衞生防護中心
- 電子版香港法例 - 第599J章 《預防及控制疾病(對若干人士強制檢測)規例》 - 第4A部〈限制若干處所並對其內的人強制檢測〉